# Metapolygnathus
Genre
Metapolygnathus est un genre éteint de conodontes dont les différentes espèces datent du Permien au Trias.

## Systématique
Le genre Metapolygnathus a été créé en 1968 par le paléontologue japonais Shingo Hayashi (d).

## Liste d'espèces
Selon Paleobiology Database (27 août 2022) :
- † Metapolygnathus communisti Hayashi, 1968
- † Metapolygnathus linguiformis Hayashi, 1968
- † Metapolygnathus primitia Mosher, 1970
- † Metapolygnathus vialovi Buryi, 1989

## Stratigraphie
Le sommet du Carnien, l'un des étages du Trias supérieur (qui est aussi la base du Norien), est aux biozones des conodontes Metapolygnathus communisti ou Metapolygnathus primitius.

## Publication originale
- (en) Hayashi S., 1968. The Permian conodonts in chert of the Adoyama Formation, Ashio mountains, central Japan. Earth Science .